# Алагир
Алаги́р (осет. Алагир (произношениео файле)) — город в Республике Северная Осетия-Алания. Административный центр Алагирского района. Образует Алагирское городское поселение. Туристический центр. Второй после Владикавказа получил статус города в республике в 1938 году.

## Этимология
Название города происходит от осетинского «Уӕллаг Ир», что в переводе означает — Верхняя Осетия (Уӕллаг — «верхний», Ир — национальное название Осетии).

## География
Город расположен в междуречье рек Ардон (на востоке) и Цраудон (на западе), на юге Осетинской наклонной равнины, у входа в Алагирское ущелье. Находится в 55 км к западу от Владикавказа. Площадь города составляет около 28 км².
На окраине Алагира — бальнеологический курорт Тамиск с источниками сульфидно-сульфатно-магниево-кальциевых вод.

## История

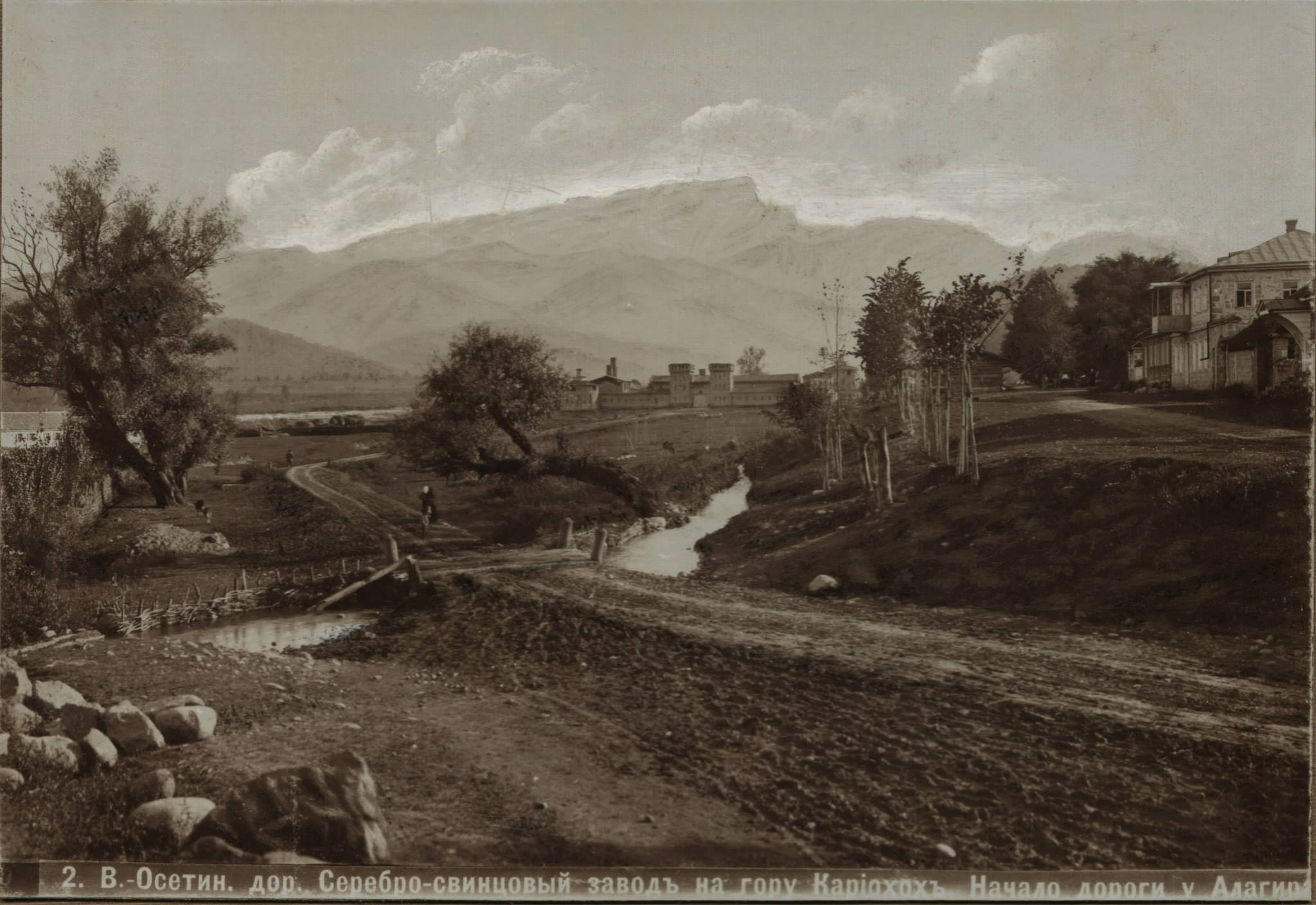
Въезд в Алагир. Конец XIX века

В 1824 году (по другим данным — в 1781 году) на территории современного Алагира было основано селение Салугардан, которое со временем слилось с Алагиром.
В 40-х годах XIX в. недостаток свинца заставил царское правительство вплотную заняться вопросом обследования Садонского серебросвинцового месторождения с целью выяснения возможности «снабжать» войска собственным Российским свинцом.
Всестороннее Изучение месторождения осуществили известные в то время геолог Картерон и горный инженер Рейник. Они высоко оценили возможности использования месторождения и в 1843 г. Садонское месторождение приобрело государственное значение, началась его широкая промышленная эксплуатация. Этот год считается годом начала освоения Садонского рудника как государственного предприятия.
Первую попытку промышленного освоения руд цветных металлов Садонского месторождения сделал частный предприниматель, турецкий подданный грек Спиридон Чекалов. Он до 1840 г. состоял подрядчиком каменных работ при постройке мостов на Военно-Грузинской дороге, где ему удалось скопить значительный капитал. В 1839—1846 гг. С. Чекалов с разрешения начальства организовал примитивную разработку руд Садонского месторождения и кустарную выплавку серебра и свинца. С помощью небольшой примитивной печи, с ручным мехом в 1846 г. Чекалов было выплавлено и сдано в Казначейство 11 пудов серебра и 3400 пудов свинца, за которые он получил от казны 18 тысяч рублей. Свинец он сдавал в «артиллерию Кавказского корпуса», а серебро — в Петербургский Монетный двор.
Примитивные способы разработки руд и выплавки цветных металлов — серебра, свинца и цинка — не могли дать высокой производительности труда. Несмотря на то, что разрабатывались самые богатые руды (с содержанием свинца до 70 %, цинка — до 60 %), предприятие С. Чекалова потерпело убыток и в 1850 г. перешло в собственность казны.
По представлению Кавказского наместника 27 февраля 1850 г. царским правительством было дано разрешение на основание на базе Садонского месторождения полиметаллических руд серебро-цинкового завода у входа в Алагирское ущелье, на юго-западной окраине селения Салугардан.
Правительством отпускались средства на его строительство. Кроме того, было намечено построить вдоль р. Ардон грунтовую дорогу протяженностью 33 версты. Реализация этих планов поручалась подполковнику корпуса горных инженеров Иваницкому. Под его руководством в 1853 г. рядом с селением Салугардан был построен металлургический завод по выплавке цветных металлов и от него до Садонских рудников проложена грунтовая дорога.
Алагирский плавильный завод был построен донецкими, уральскими и алтайскими так называемыми «казёнными горными мастеровыми» и рабочими. Первая партия мастеровых и рабочих прибыла с Луганского литейного завода в апреле 1850 г., остальные прибыли позже. На строительство завода из трех районов страны было переселено 380 семей. Возникший в 1850 г. у завода поселок назвали «Алагир» (Уӕллаг Ир — Верхняя Осетия), с 1863 г. — селение Алагир.
К 1850 годам население было около 9000 человек.
Постепенно в его состав вошло и селение Салугардан. К 1853 г. Алагир имел 280 домов, составивших девять продольных и две поперечные улицы. Первой по времени основания была улица Луганская, позже Златоустовская, Вятская, Садовая и др.
В 90-х годах XIX в. большое число горцев-осетин обосновалось на западной окраине Алагира, где они образовали отдельное поселение под названием Крупс. Наряду с русскими и осетинами, в Алагир стали переселяться и грузины из Кутаисской губернии. Они покупали у русских участки земли и занимались главным образом садоводством, земледелием и разными ремеслами, частично работали также в рудниках и на серебросвинцовом заводе. К концу XIX в. Алагир стал значительным населенным пунктом. Его окружал ров, заполнявшийся водой из р. Ардона, он был защищен четырьмя бастионами. Для въезда в село было сделано трое ворот, которые украшались павильонами с винтовыми лестницами.
Одним из первых исторических сооружений Алагира была церковь-крепость, обнесенная стеной с бойницами и башнями, построенная в византийском стиле из тесаного трахитового камня по плану архитектора и художника князя Гагарина, находившегося в то время на Кавказе. Строили её в 1850—1853 гг. рабочие-каменотесы из отряда С. Чекалова. Этот церковно-крепостной ансамбль сохранился полностью. Он находится в центральной части Алагира. Его окружают вековые тенистые деревья. Это главная историческая достопримечательность Алагира. Сейчас здесь разместился краеведческий музей, в котором широко представлены экспонаты, характеризующие природу, хозяйство и культуру Алагира и района. Привлекает внимание иконопись церкви. Она выполнена рукой великого сына осетинского народа Коста Хетагурова, который был не только замечательным поэтом, но и талантливым художником.
Алагирский серебро-свинцовый завод имел вид крепости. Он был обнесен рвом, заполненным водой, толстыми стенами с бойницами, четырьмя массивными чугунными воротами и четырьмя угловыми башнями, на которых стояли пушки. Часть зданий Алагирского плавильного завода сохранилась до сих пор (улица Ущельская). На территории завода размещались цеха, казарма, кузница, контора, лаборатория, магазин и квартира военачальника укрепления.
Близ Алагира находился гончарный цех, выпускавший водопроводные трубы, а также кирпич и черепицу на базе местного сырья. Алагирский серебросвинцовый завод, по расчетам специалистов, ежегодно должен был выплавлять 100 пудов серебра и 35 тысяч пудов свинца. Фактически же производительность завода, как и Садонского рудника, оказалась намного ниже. Завод не оправдывал расходов, но он имел важное значение: уже в период крымской войны (1854—1855 гг.) потребности русской армии в свинце обеспечивались именно Алагирским серебро-свинцовым заводом, ежегодно поставлявшим военному ведомству 585 тонн свинца.
Алагирский завод был первым и в течение многих лет единственным крупным предприятием цветной металлургии царской России. Завод заложил основы будущего многофункционального предприятия, функционировавшего до 1897 года. В 1863 году посёлок был преобразован в станицу, с присвоением названия Горная.
В конце XIX века Алагир — слобода во Владикавказском отделе Терской области (52 версты от Владикавказа и 27 вёрст от станции), так же на конец 19 века в Алагире было больше всего во всей Осетии торговых заведений больше 27.
К 1 января 1899 года состояло в волости. По данным Толмачёва С. И. в слободе проживали — «а) Коренныхъ жителей 1975 душъ, б) Имеретинъ 736 душъ, в) Осетинъ 949 душъ, г) Разночинцевъ 1998 душъ».
По данным на начало XX века слобода Алагир числится в составе Терской области, Владикавказского отдела. Жителей было 3183, преимущественно — русские, православные. В слободе были 2 церкви (1 из них Вознесенский Собор Экзархата), 2 школы; аптека; ремонт обуви, гостиница, почтово-телеграфное отделение, казённая и земская почтовые станции. Базар еженедельно.
В декабре 1905 года в Алагире произошло вооружённое выступление крестьян.
В период 1917—1920-е в городе происходили беспорядки разных политических сил.
В 1938 году поселению был присвоен статус города, отстроена третья школа.
Во время Великой Отечественной войны город был оккупирован немецко-фашистскими войсками 1 ноября 1942 года. Освобождён 24 декабря 1942 года, войсками Закавказского фронта в ходе контрудара на нальчикском направлении.
В послевоенные годы в городе в несколько раз увеличилось число жителей, в 1970-е годы в центре и при въезде с южной стороны построены пяти- и девятиэтажные жилые дома, построена школа номер четыре.
Во времена Советского Союза город являлся одним из центров туризма.
Алагир всегда считался неофициальным центром осетинской этнической культуры, и языка, все жители разных национальностей осетиноязычны.
В конце 1980-х годов была открыта пятая средняя общеобразовательная школа.
В 1989 году решением исполкома Алагирского райсовета народных депутатов собор передан РПЦ. Первое богослужение и открытие Свято-Вознесенского собора было 29 апреля 1989 года. В 1999 году началась реставрация: обновлены росписи и полностью заменена кровля. Великое освящение храма состоялось 8 октября 2000 года, совершил его митрополит Ставропольский и Владикавказский Гедеон (Докукин).
С 1990-х годов на окраинах города построили новые микрорайоны для беженцев-осетин из Южной Осетии и Грузии.
В августе 2008 года город стал основным центром приёма беженцев.
В 2018 году открыли кинотеатр «Комсомолец».

## Население
| 1926    | 1939    | 1959    | 1970    | 1976    | 1979    | 1989    | 1992    | 1996    |
| ------- | ------- | ------- | ------- | ------- | ------- | ------- | ------- | ------- |
| 4200    | ↗12 648 | ↗15 163 | ↗18 161 | ↘18 000 | ↗19 007 | ↗21 132 | ↗23 200 | ↗24 500 |
| 1998    | 2000    | 2001    | 2002    | 2003    | 2005    | 2006    | 2007    | 2008    |
| ↘23 700 | ↘23 100 | ↘22 700 | ↘21 496 | ↗21 500 | ↘20 500 | ↘20 300 | ↘19 900 | ↘19 700 |
| 2009    | 2010    | 2011    | 2012    | 2013    | 2014    | 2015    | 2016    | 2017    |
| ↘19 528 | ↗20 949 | ↗20 966 | ↘20 709 | ↘20 575 | ↘20 399 | ↘20 270 | ↘20 211 | ↘20 133 |
| 2018    | 2019    | 2020    | 2021    | 2023    | 2024    | 2025    |         |         |
| ↘20 043 | ↘20 013 | ↘19 737 | ↗21 550 | ↘21 315 | ↘21 261 | ↘21 253 |         |         |

На 1 января 2025 года по численности населения город находился на 623-м месте из 1124 городов Российской Федерации.
Национальный состав
По данным Всероссийской переписи населения 2010 года:
| Народ                                                                   | Численность, чел. | Доля от всего населения, % |
| ----------------------------------------------------------------------- | ----------------- | -------------------------- |
| осетины                                                                 | 20 178            | 92,5 %                     |
| русские                                                                 | 1 164             | 5,6 %                      |
| армяне                                                                  | 131               | 0,6 %                      |
| другие: грузины, украинцы, турки-месхетинцы, греки, кабардинцы, узбеки. | 476               | 1,3 %                      |
| всего                                                                   | 21 949            | 100 %                      |

По итогам переписи населения 2020 года проживали следующие национальности (национальности менее 1 % и другое, см. в сноске к строке «Другие»):
| Национальность | Численность, чел. | Доля     |
| -------------- | ----------------- | -------- |
| Осетины        | 20 102            | 93,28 %  |
| Русские        | 902               | 4,19 %   |
| Другие         | 546               | 2,53 %   |
| Итого          | 21 550            | 100,00 % |

## Социально значимые объекты
- Администрация города, района,
- Прокуратура района, Районный мировой суд,
- ОМВД Алагирского района,
- Районный Загс,
- Пенсионный фонд,
- Центральный парк культуры и отдыха; открыт после реконструкции (2022 год).
- Пять средних общеобразовательных школ,
- Лесной техникум,
- станция скорой помощи,
- районная поликлиника,
- районная клиническая больница,
- Лаборатория Инвитро,
- Стоматологическая поликлиника,
- Алагирский Краеведческий музей,
- Музейно-парковый комплекс Садонского свинцово-цинкового комбината,
- Офис Сбербанка,
- Несколько скверов,
- 12 детских садов,
- Художественная школа,
- Музыкальная школа,
- Дворец культуры (с кинотеатром, драм.театром),
- Дом культуры микрорайона УЗК,
- Библиотека,
- Детская библиотека,
- Кинотеатр (открыт в мае 2016 года),
- Хлебопекарня,
- Российская сеть продуктовых супермаркетов «Пятерочка», «Магнит»,
- 2 спорткомплекса,
- Бассейн,
- Российская заправочная станция «Газпром»,
- Пожарная часть Алагирского района.

## Религия
- Свято-Вознесенский собор. Основан в 1851 году.
- Богоявленский Аланский женский монастырь. Основан в 2003 году.
- Часовня при поликлинике.
- Баптистская церковь.

## Памятники
- В. И. Ленину — 1926 год, скульптор С. Козлов (перевезен из Владикавказа в 1957 году)
- И. В. Сталину
- К. Л. Хетагурову
- Ч. М. Басиевой
- Памятник танк Т-34 — алагирцам, павшим в годы Великой Отечественной войны
- Памятная доска Б. Зангиеву
- Бюст Ревазу Габараеву герою 2 мировой войны,
- Обелиск Герою Советского Союза П. К. Гужвину

## Спорт
- футбольный клуб «Спартак»
- ЛФК «Албарс» основан в 2012 году.

## Города-побратимы
- Квайса с 2010 года.

## Топографические карты
- Лист карты K-38-29 Алагир. Масштаб: 1 : 100 000. Состояние местности на 1984 год. Издание 1988 г.